# 百法明門
百法明門，佛教術語，論曰：「一切法無我，何等一切法？云何為無我？一切法者，略有五種: 一者心法。二者心所有法。三者色法。四者心不相應行法。五者無為法。」《顯揚聖教論》曰：「一切者有五法，總攝菩薩藏。何等為五? 頌曰：『心、心所有、色，不相應、無為』」。
- 一、心法（有八種）
- 二、心所有法（有五十一種）
- 三、色法（有十一種）
- 四、心不相應行法（有二十四種）
- 五、無為法（有六種）

以上，合計為百法。十地經說初地菩薩於百法門（śata-dharmamukha）能正思擇（pravicinoti）。
世親（西藏說世親或法護）作有《大乘百法明門論》（梵語：Mahāyāna-śatadharma-prakāśamukha-śāstra；藏語：ཐེག་པ་ཆེན་པོའི་ཆོས་བརྒྱ་གསལ་བའི་སྒོའི་བསྟན་བཅོས）。

## 一、心法(8)
- 【心法】有八種：
  1. 眼識。
  2. 耳識。
  3. 鼻識。
  4. 舌識。
  5. 身識。
  6. 意識。
  7. 末那識。
  8. 阿賴耶識。

- 心法者總共有六種涵義：[12][13]
  1. 「集起」：名心。唯屬「第八」，「集」諸種子「起」現行故。[13][12]
  2. 「積集」：名心。屬「前七」轉識能熏，「積集」諸法種故。[13][12][14]
  3. 「初集起」：屬「前七」轉識現行，「共集」「熏起」種故。[13][12]
  4. 「後積集」：名心。屬於「第八」，「含藏」「積集」諸法種故。[13][12]
  5. 「緣慮」：
    - 名『心』，俱能緣慮自分境故；[12][13]
    - 或名為『識』，了別義故；[12][13]
    - 或名為『意』，等無間故。[12][13]

  6. 或，
    - 「第八」：名『心』；[12][13]
    - 「第七」：名『意』；[12]
    - 「前六」：名『識』。[12]

  - 斯皆心分也。[12]

## 二、心所有法(51)
- 《大乘百法明門論解》：『
  - 心所有法者[15][16]，具三義故。
    1. 恒依心起。
    2. 與心相應。
    3. 繫屬於心。

    - 具此三義「名為」心所故。

    1. 要心為依方得起故。
    2. 「『觸』等」恒與心相應故。
      - 既與心相應，蓋心不與心自相應故，心非心所故，他性相應非自性故。
      - 相應之義有四：謂「時」「依」「所緣」及「事」皆同，乃相應也。

    3. 「『觸』等」看與何心生，時便屬彼心之「『觸』等」故。

    - 如次為三義也。』[17]

- 心所有法共有五十一種，分為六位：（一）遍行有五。（二）別境有五。（三）善有十一。（四）煩惱有六。（五）隨煩惱有二十。（六）不定有四。

### （一）遍行(5)
- 【遍行】有五種：[18]
  1. 作意：
    - 《成唯識論》：『
      1. 謂「能警心」為性。
      2. 「於所緣境引心」為業。
        - 謂「此警覺『應起心種』『引令趣境』」，故名作意。』[19]

    - [20][21]

  2. 觸：
    - 《成唯識論》：『
      1. 謂「『三和』分別『變』『異』，令『心』『心所』觸『境』」為性。
      2. 「『受』『想』『思』等所依」為業。
        - 謂「『根』『境』『識』更相隨順」，故名三和。』[22]

    - 《顯揚聖教論》：『
      1. 謂「『三事和合』分別」為體。
      2. 「『受』依」為業。

      - 如經說「有六觸身」，又說「『眼』『色』為緣能起『眼識』」。
        - 如是三法聚集合，故能有所觸；
        - 又說『觸』為『受』緣。」[23]

  3. 受：
    - 《成唯識論》：『
      1. 謂「領納『順』『違』『俱非』境相」為性。
      2. 「起愛」為業。
        - 「能『起合』『離非』二欲」故。』[24]

    - [25][26]

  4. 想：
    - 《成唯識論》：『
      1. 謂「於境取像」為性。
      2. 「『施設』種種名言」為業。
        - 謂「要『安立「境」』『分齊「相」』」，方能隨起種種名言。』[27]

    - 《顯揚聖教論》：『
      1. 謂「『名句』『文身』熏習」為緣，從「阿賴耶識種子」所生，依「心所」起，與「心」俱轉，「相應『取相』」為體。
      2. 「發『言議』」為業。
        - 如經說「有六想身」，又說「如其所『想』而起『言議』」。』[28]

    - [29]

  5. 思：
    - 《成唯識論》：『
      1. 謂「令心造作」為性。
      2. 「於『善品』等役心」為業。
        - 謂「能『取境正因等相』『驅役自心令造善』等」。』[30]

    - 《顯揚聖教論》：『
      1. 謂「令心造作『得』『失』『俱非』意業」為體。
        - 或為「和合」或為「別離」、
        - 或為「隨與」或為「貪愛」、
        - 或為「瞋恚」或為「棄捨」、
        - 或起「尋」「伺」或復為起「身」「語」二業、
        - 或為「染污」或為「清淨」。

      2. 「行『善』『不善』『非二』」為業。

      - 如經說「有六思身」，又說當知我說「『今「六觸處」』，即『前世「思」』所造故業」。』[31]

    - [32]

### （二）別境(5)
- 【別境】有五種：[33]
  1. 欲：
    - 《成唯識論》：『
      1. 「於『所樂境』希望」為性。
      2. 「勤依」為業。
        - 『欲為諸法本』者說「『欲所』起一切事業」；或說「『善欲』能發正勤，由彼助成一切善事」。故論說此：「勤依」為業。』[34]

    - 《宗鏡錄》：『
      - 又「於一切事欲，觀察者有希望」故。若不欲觀，「隨『因』境勢」「任運『緣』者」，即全無欲。由斯理趣，欲非遍行。』[35]

    - [36]

  2. 勝解：
    - 《成唯識論》：『
      1. 「於『決定境』印持」為性。
      2. 「不可引轉」為業。
        - 謂「邪正等『教理』證力『於「所取境」「審決」印持』：由『此「異緣」不能引轉』，故『「猶豫境」勝解全無』」。
          - 非「『審決心』亦無勝解」，由斯「勝解非『遍行』攝」。』[37]

    - [38]

  3. 念：
    - 《成唯識論》：『
      1. 「於『曾習境』令心『明記不忘』」為性。
      2. 「定依」為業。
        - 謂「數憶持『曾所受境』，令不忘失，能引『定』」故。

      - 於曾未受體類，境中全不起念；設曾所受，不能明記，念亦不生。故念必非遍行所攝。』[39]

    - [40]

  4. 定：
    - 《成唯識論》：『
      1. 「於『所觀境』令心『專注不散』」為性。
      2. 「智依」為業。
        - 謂「觀『德失俱非境』中，由定令心專注不散，依斯便有『決擇智』生」。

      - 「心專注言顯所欲住」即便能住，非唯一境；不爾見道，歷觀「諸諦前後境別」應無等持；若不「繫心專注境位」便無定起，故非遍行。』[41]

    - [42]

  5. 慧：
    - 《成唯識論》：『
      1. 「於『所觀境』簡擇」為性。
      2. 「斷疑」為業。
        - 謂「觀『得失俱非境』中，由慧推求『得決定』」故。

      - 於『非觀境』『愚昧心』中無簡擇，故非遍行攝。』[43]

    - [44]

### （三）善(11)
- 《成唯識論》：『
  - 唯善心俱，名善心所。
  - 謂信慚等定有十一，謂此十一心所法皆為善法。』[45]

- 【善】有十一種：[46]
  1. 信：
    - 《成唯識論》：『
      - 於「實」「德」「能」深，「忍」「樂」「欲」。

      1. 「心淨」為性。
      2. 對治「不信」。
      3. 「樂善」為業。

      - 然「信」差別略有三種：
        1. 信「實有」：謂於諸法「實事理」中深信，「忍」故。
        2. 信「有德」：謂於三寶「真淨德」中深信，「樂」故。
        3. 信「有能」：謂於一切『世出』『世善』深信「有力『能得』『能成』」，「起希望」故。』[47]

    - [48]

  2. 精進：
    - 《成唯識論》：『
      - 「勤」謂精進。

      1. 「於善惡『品修斷事』中勇悍」為性。
      2. 對治「懈怠」。
      3. 「滿善」為業。』[49]

  3. 慚：
    - 《顯揚聖教論》：『
      - 謂「依『自增上』及『法增上』，羞恥」。

      1. 「過惡」為體。
      2. 「斷『無慚障』」為業。
        - 如前乃至「增長慚」為業。如經說「慚於所慚」，乃至廣說。』[50]

    - 《成唯識論》：『
      - 何為慚？「依『自法力』崇重『賢善』」為性。』[51]

  4. 愧：
    - 《成唯識論》：『
      - 謂「依『世增上』，羞恥」。

      1. 「過惡」為體。
      2. 「斷『無愧障』」為業。
        - 如前乃至「增長愧」為業。如經說「愧於所愧」，乃至廣說。』[52]

  5. 無貪：
    - 《成唯識論》：『
      - 謂「於有『有具』，『厭離』『無執』『不藏』『不愛』」。

      1. 「無著」為體。
      2. 「能斷『貪障』」為業。
        - 如前乃至「增長無貪」為業。如經說「無貪」善根。』[53]

  6. 無瞋：
    - 《顯揚聖教論》：『
      1. 「於苦『苦具』，『無恚』」為性。
      2. 對治「瞋恚」。
      3. 「作善」為業。』[54]

    - [55]

  7. 無癡：
    - 《成唯識論》：『
      - 謂「正了」。

      1. 「真實」為體。
      2. 「能斷『癡障』」為業。
        - 如前乃至「增長無癡」為業。如經說「無癡」善根。』[56]

    - [57]

  8. 輕安：
    - 《顯揚聖教論》：『
      - 謂「遠離麁 （页面存档备份，存于）重」。

      1. 「身心調暢」為體。
      2. 「斷『麁重障』」為業。
        - 如前乃至能「增長輕安」為業。如經說「適悅於意身及心安」。』[58]

    - [59]

  9. 不放逸：
    - 《成唯識論》：『
      - 謂「總攝『無貪』『無瞋』『無癡』」。

      1. 「精進」為體。
        - 依此能斷「惡不善法」、及能修「彼對治善法」。

      2. 「斷『放逸障』」為業。
        - 如前乃至「增長不放逸」為業。如經說「所有無量善法生起一切，皆依『不放逸根』」。』[60]

    - [61]

  10. 行捨：
    - 《成唯識論》：『
      - 精進三根，令心平等正直。

      1. 「無功用住」為性。
      2. 對治「掉舉」。
      3. 「靜住」為業。
        - 謂即「『四法』令心『遠離』掉舉等障」。

      - 「靜住」，名「捨」。』[62]

    - [63][64]

  11. 不害：
    - 《成唯識論》：『
      - 於「諸有情」不為損惱。

      1. 「無瞋」為性。
      2. 能對治「害」。
      3. 「悲愍」為業。
        - 謂即「無瞋於『有情』」。

      - 「所不為損惱」，假名「不害」。』[65]

    - [66]

### （四）煩惱(6)
- 【煩惱】有六種：[67]
  1. 貪：
    - 《成唯識論》：『
      1. 「於『有有具』染著」為性。
      2. 能障「無貪」。
      3. 「生苦」為業。
        - 謂「由愛力『取蘊』生」故。』[68]

    - [69]

  2. 嗔：
    - 《成唯識論》：『
      1. 「於『苦苦具』憎恚」為性。
      2. 能障「無瞋」。
      3. 「『不安』『隱性惡行』所依」為業。
        - 謂「瞋必令『身心熱惱』『起諸惡業』不善性」故。』[70]

    - [71]

  3. 癡：
    - 《成唯識論》：『
      1. 「於諸『理』『事』迷闇」為性。
      2. 能障「無癡」。
      3. 「一切雜染所依」為業。
        - 謂「由『無明』『起疑』『邪見』『貪』等『煩惱、隨煩惱』業，能招後生『雜染法』」故。』[72]

    - [73][74]

  4. 慢：
    - 《成唯識論》：『
      1. 「恃己於他高舉」為性。
      2. 能障「不慢」。
      3. 「生苦」為業。
        - 謂「若有慢，於德『有德心』『不謙下』，由此生死輪轉無窮，受諸苦」故。

      - 此慢差別有七、九種。謂於三品我德處生，一切皆通「見修所斷聖位」。我慢既得現行，慢類由斯起亦無失。』[75]

    - [76]
    - 《大乘五蘊論》：『
      - 何為慢？所謂七慢：
        1. 慢：
          - 謂於「劣」計「己勝」。
          - 或於「等」計「己等」。
          - 「心高舉」為性。

        2. 過慢：
          - 謂於「等」計「己勝」。
          - 或於「勝」計「己等」。
          - 「心高舉」為性。

        3. 慢過慢：
          - 謂於「勝」計「己勝」。
          - 「心高舉」為性。

        4. 我慢：
          - 謂於「五取蘊」隨觀「為我」或「為我所」。
          - 「心高舉」為性。

        5. 增上慢：
          - 謂於「未得增上殊勝所證法」中謂「我已得」。
          - 「心高舉」為性。

        6. 卑慢：
          - 謂於「多分殊勝」計「己少分」。
          - 「下劣心高舉」為性。

        7. 邪慢：
          - 謂「實無德」計「己有德」。
          - 「心高舉」為性。』[77]

  5. 疑：
    - 《成唯識論》：『
      1. 「於諸諦理猶豫」為性。
      2. 「能障『不疑』『善品』」為業。
        - 謂「猶豫者，『善』不生」故。』[78]

    - [79]

  6. 惡見：
    - 《成唯識論》：『
      1. 「於諸諦理『顛倒推求』『度染慧』」為性。
      2. 能障「善見」。
      3. 「招苦」為業。
        - 謂「惡見者多受苦」故。

      - 此見「行相」差別有五：
        1. 薩迦耶見：
          1. 謂「於『五取蘊』執『我』『我所』」。
          2. 「『一切見趣』所依」為業。

          - 此見差別有「二十句」「六十五等」，分別起攝。

        2. 邊執見：
          1. 謂即「於彼隨執『斷』『常』」。
          2. 「障『處中行』『出離』」為業。

          - 「此見」差別「諸見趣」中有：「『執前際「四遍常論」「一分常論」』及『計後際「有想十六」「無想俱非」』，各有八論」、「七斷滅論」等，分別趣攝。

        3. 邪見：
          1. 謂「謗『因果作用』實事」及「非『四見』」諸餘邪執，如增上緣名義遍故。

          - 「此見」差別「諸見趣」中有：「執前際『二無因論』『四有邊等』『不死矯亂』」及「計後際『五現涅槃』」或「計『自在』『世主』『釋梵』及『餘物類』常恒不易」或「計『「自在」等』是一切物因」或「有橫計『諸邪解脫』」或「有妄執『非道為道』」，諸如是等皆邪見攝。

        4. 見取：
          1. 謂「於『諸見』及『所依蘊』，執為最勝能得清淨」。
          2. 「『一切鬪諍』所依」為業。

        5. 戒禁取：
          1. 謂「於『隨順諸見戒禁』及『所依蘊』，執為最勝能得清淨」。
          2. 「『無利勤苦』所依」為業。』[80]

    - [81]

### （五）隨煩惱(20)
- 《宗鏡錄》：『
  - 釋論：唯是「煩惱」，「分位」差別；「等流性」故，名「隨煩惱」。』[82]

- 【隨煩惱】有二十種[83]、分三類別[82]：

#### 1. 小隨煩惱(10)
- 《宗鏡錄》：『
  - 「各別起」，故名「小隨煩惱」。』[82]

1. 忿：
  - 《成唯識論》：『
    1. 「依對現前『不饒益境』憤發」為性。
    2. 能障「不忿」。
    3. 「執仗」為業。
      - 謂「懷忿者『多發暴』『惡身表業』」故。

    - 此即「『瞋恚一分』為體，『離瞋無別』『忿相用』」故。』[84]

  - [85][86]
2. 恨：
  - 《成唯識論》：『
    1. 「由忿為先『懷惡不捨』結怨」為性。
    2. 能障「不恨」。
    3. 「熱惱」為業。
      - 謂「結恨者『不能含忍』『恒熱惱』」故。

    - 此亦「『瞋恚一分』為體，『離瞋無別』『恨相用』」故。』[87]

  - [88][89]
3. 惱：
  - 《成唯識論》：『
    1. 「忿恨為先『追觸暴熱』佷戾」為性。
    2. 能障「不惱」。
    3. 「蛆螫」為業。
      - 謂「『追往惡』觸『現違緣』，心便佷戾。『多發囂暴』『凶鄙麁言蛆螫他』」故。

    - 此亦「『瞋恚一分』為體，『離瞋無別』『惱相用』」故。』[90]

  - [91][92]
4. 覆：
  - 《成唯識論》：『
    1. 「於自作罪『恐失利譽』隱藏」為性。
    2. 能障「不覆」。
    3. 「悔惱」為業。
      - 謂「覆罪者『後必悔惱』不安隱」故。』[93]

  - [94][95]
5. 誑：
  - 《成唯識論》：『
    1. 「為獲利譽『矯現有德』詭詐」為性。
    2. 能障「不誑」。
    3. 「邪命」為業。
      - 謂「矯誑者『心懷異謀』『多現不實邪命事』」故。

    - 此即「『貪癡一分』為體，『離二無別』『誑相用』」故。』[96]

  - [97]
6. 諂：
  - 《成唯識論》：『
    1. 「為網他故『矯設異儀』險曲」為性。
    2. 能障「不諂」。
    3. 「教誨」為業。
      - 謂「諂曲者『為網帽他』，『曲順時宜』『矯設方便』為取他意或藏己失，不任『師友正教誨』」故。

    - 此亦「『貪癡一分』為體，『離二無別』『諂相用』」故。』[98]

  - [99]
7. 憍：
  - 《成唯識論》：『
    1. 「於自盛事『深生染著』醉傲」為性。
    2. 能障「不憍」。
    3. 「染依」為業。
      - 謂「憍醉者『生長一切雜染法』」故。

    - 此亦「『貪愛一分』為體，『離貪無別』『憍相用』」故。』[100]

  - [101]
8. 害：
  - 《成唯識論》：『
    1. 「於諸有情『心無悲愍』損惱」為性。
    2. 能障「不害」。
    3. 「逼惱」為業。
      - 謂「有害者『逼惱他』」故。

    - 此亦「『瞋恚一分』為體，『離瞋無別』『害相用』」故。』[102]
9. 嫉：
  - 《成唯識論》：『
    1. 「徇自名利『不耐他榮』妬忌」為性。
    2. 能障「不嫉」。
    3. 「憂慼」為業。
      - 謂「嫉妬者『聞見他榮』深懷憂慼不安隱」故。

    - 此亦「『瞋恚一分』為體，『離瞋無別』『嫉相用』」故。』[103]

  - [104]
10. 慳：
  - 《成唯識論》：『
    1. 「耽著財法『不能慧捨』祕悋」為性。
    2. 能障「不慳」。
    3. 「鄙畜」為業。
      - 謂「慳悋者『心多鄙澁』畜積財法不能捨」故。

    - 此即「『貪愛一分』為體，『離貪無別』『慳相用』」故。』[105]

  - [106]

#### 2. 中隨煩惱(2)
- 《宗鏡錄》：『
  - 「遍不善」，故名「中隨煩惱」。』[82]

1. 無慚：
  - 《成唯識論》：『
    1. 「不顧『自法』；輕拒『賢善』」為性。
    2. 能障礙「慚」。
    3. 「生長惡行」為業。
      - 謂「於自法無所顧者『輕拒賢善』『不恥過惡』。障『慚』，生長『諸惡行』」故。』[107]

  - [108]
2. 無愧：
  - 《成唯識論》：『
    1. 「不顧『世間』；崇重『暴惡』」為性。
    2. 能障礙「愧」。
    3. 「生長惡行」為業。
      - 謂「於世間無所顧者『崇重暴惡』『不恥過罪』。障『愧』，生長『諸惡行』」故。』[109]

#### 3. 大隨煩惱(8)
- 《宗鏡錄》：『
  - 「遍染心」，故名「大隨煩惱」。』[82]

1. 不信：
  - 《成唯識論》：『
    1. 「於『實』『德』『能』不『忍』『樂』『欲』，心穢」為性。
    2. 能障「淨信」。
    3. 「惰依」為業。
      - 謂「不信者多懈怠」故。

    - 不信『三相』；翻信『應知』。然諸染法各有別相，唯此不信自相渾濁，復能渾濁餘心心所，如極穢物自穢穢他。是故說此「心穢為性，由『不信』故於『實』『德』『能』不『忍』『樂』『欲』」。』[110]
2. 懈怠：
  - 《成唯識論》：『
    1. 「於善惡『品修斷事』中懶惰」為性。
    2. 能障「精進」。
    3. 「增染」為業。
      - 謂「懈怠者『滋長』染」故。

    - 於『諸染事』而『策勤』者，亦名懈怠，『退善法』故。
    - 於『無記事』而『策勤』者，於『諸善品』『無進退』故，是『欲勝解』。』[111]
3. 放逸：
  - 《成唯識論》：『
    1. 「於染淨品『不能防修』，縱蕩」為性。
    2. 障「不放逸」。
    3. 「增『惡損「善所依」』」為業。
      - 謂「由『懈怠』及『貪』『瞋』『癡』不能防修『染淨品』法，總名放逸。非別有體，雖『慢』『疑』等亦有此能，而『方彼四勢』用微劣『障三善根』遍策法」故。』[112]
4. 惛沈：
  - 《成唯識論》：『
    1. 「令心於境『無堪任』」為性。
    2. 「能障『輕安』『毘鉢舍那』」為業。
      - 謂「『無堪任』是『惛沈相』，一切煩惱皆『無堪任』。『惛沈別相』謂即『瞢重』，令『俱生法』無堪任」故。』[113]

  - [114]
5. 掉舉：
  - 《成唯識論》：『
    1. 「令心於境『不寂靜』」為性。
    2. 「能障『行捨』『奢摩他』」為業。
      - 又「『掉舉相』謂『不寂靜』，說是煩惱『共相攝』故，掉舉離此無別相故」。』[115]

  - [116]
6. 失念：
  - 《成唯識論》：『
    1. 「於諸所緣『不能明記』」為性。
    2. 能障「正念」。
    3. 「散亂所依」為業。
      - 謂「失念者『心散亂』」故。』[117]
7. 不正知：
  - 《成唯識論》：『
    1. 於「所觀境『謬解』」為性。
    2. 能障「正知」。
    3. 「毀犯」為業。
      - 謂「『不正知者』多所毀犯」故。』[118]

  - [119]
8. 散亂：
  - 《成唯識論》：『
    1. 「於諸所緣『令心流蕩』」為性。
    2. 能障「正定」。
    3. 「惡慧所依」為業。
      - 謂「散亂者『發惡慧』」故。

    - 「散亂『別相』」謂即「躁擾」。令「俱生法」皆流蕩故。』[120]

  - [121]

### （六）不定(4)
- 《宗鏡錄》：『
  - 「不定」有四：「悔」「眠」「尋」「伺」。
  - 於「善染」等，皆「不定」故；
    - 非如「觸」等，「定」「遍心」故；
    - 非如「欲」等，「定」「遍地」故，
    - 立「不定」名。』[122]

- 【不定】有四種：[123]
  1. 睡眠：
    - 《成唯識論》：『
      1. 「令身『不自在』昧略 （页面存档备份，存于）」為性。
      2. 「障『觀』」為業。
        - 謂「『睡眠位』：『身不自在』『心極闇劣』。一門轉故，昧簡在定，略別寤時，令顯睡眠非無體用。有『無心位』假立此名，如『餘蓋』纏心相應」故。』[124]

  2. 惡作：
    - 《成唯識論》：『
      - 「悔」謂惡作。

      1. 「惡『所作業』，追悔」為性。
      2. 「障『止』」為業。
        - 此即「於『果』，假立『因』『名』；先『惡』『所作業』，後方『追悔』」故。

      - 悔「先不作」，亦惡「所攝」。如追悔言『我先不作如是事業，是我惡作」。』[125]

    - 《宗鏡錄》：『
      1. 謂於「已作」「未作」「善」「不善」事，若「染」「不染」，悵怏追變為體。』
      2. 「能障『奢摩他』」為業。

      - 又識論稱「悔」，此即「於『果』，假立『因』『名』」。先惡所作業，後方追悔故。』[126]

    - 《成唯識論》：『
      - 此二唯「癡」為體，說隨煩惱及癡分故。』[127]

  3. 尋：
    - 《大乘百法明門論解》：『
      - 「尋」謂尋求。

      1. 「令心怱遽於『意言境』麁 （页面存档备份，存于）轉」為性。』[128]

    - 《宗鏡錄》卷58：『「尋」：
      1. 謂「或時由『思』於法造作、或時由『慧』於法推求，散『行』外境，令心麁轉」為體。
      2. 「障『心內淨』」為業。』

  4. 伺：
    - 《大乘百法明門論解》：『
      - 「伺」謂伺察。

      1. 「令心怱遽於『意言境』細轉」為性。』[128]

    - 《宗鏡錄》卷58：『「伺」：
      1. 謂「從『阿賴耶識種子』所生、依『心』所造、與『心』俱轉、相應於所『尋』『法』，略『行』外境，令心細轉」為體。
      2. 「障『心內淨』」為業。』

    - 《成唯識論》卷7：『
      1. 此二，俱「以安不安住身心，分位所依」為業，
      2. 「並用『思』『慧』一分」為體，
        - 於「意言境」不深推度、及深推度「義類別」故。
        - 若離「思」「慧」，「尋」「伺」二種體類差別不可得故。』

    - 《瑜伽師地論》卷5：『
      1. 尋伺體性者：謂
        1. 不深推度所緣，「思」為體性。
        2. 若深推度所緣，「慧」為體性應知。

      2. 尋伺所緣者：謂依「名身」「句身」「文身」，義為「所緣」。
      3. 尋伺行相者：謂
        1. 即於此所緣「尋求」，行相是「尋」。
        2. 即於此所緣「伺察」，行相是「伺」。

      4. 尋伺等起者：謂「發起語言」。
      5. 尋伺差別者：有七種差別，謂「有相」「無相」乃至「不染污」，如前說。
      6. 尋伺決擇者：
        - 若：
          1. 尋伺即分別耶？
          2. 設分別即尋伺耶？

        - 謂：
          1. 諸尋伺必是分別。或有「分別非尋伺」，謂「望出世智」。
          2. 所餘一切三界心心所，皆是分別而非尋伺。

      7. 尋伺流轉者：
        - 若：
          - 「那落迦」「尋伺」，何等行？何所觸？何所引？何相應？何所求？何業轉耶？
          - 如「那落迦」，如是傍生「餓鬼」「人」「欲界天」「初靜慮地天」所有「尋伺」，
            1. 何等行？
            2. 何所觸？
            3. 何所引？
            4. 何相應？
            5. 何所求？
            6. 何業轉耶？

        - 謂：
          - 「那落迦」「尋伺」唯是
            1. 「慼」行、
            2. 觸「非愛境」、
            3. 引發於「苦」、
            4. 與「憂」相應、
            5. 常求「脫苦」、
            6. 「嬈心」業轉。』

## 三、色法(11)
- 《宗鏡錄》：『
  - 問：「色法」有幾義？
  - 答：有四義。《百法》云：
    1. 識「所依」色，唯屬「五根」。
    2. 識「所緣」色，唯屬「六境」。
    3. 「總相」而言，「質礙」名色。
    4. 「別相」而言，略有二種：
      1. 有對：若准有宗，「極微」所成大乘，即用能造色成。
      2. 無對：非「極微」成，即「法處所攝色」，如上「地」「水」「火」「風」。』[129]

1. 《顯揚聖教論》卷1：「色者有十五種。謂地水火風，眼耳鼻舌身，色聲香味觸一分，及法處所攝色。」
2. 《大乘百法明門論解》卷2：「色法略有十一種。言色者：有『質礙』之色、有『顏色』之色。所依之『根』唯五、所緣之『境』則六。」

- 此處依於《大乘百法明門論解》，故不將地水火風等「四大種」列入百法中。

- 【色法】有十一種：
  1. 眼：
    - 《顯揚聖教論》：『
      - 眼：謂「一切種子阿賴耶識」之所執，受「四大」所造色，為「境界緣色境」。「識」之所依止。「淨色」為體。「色蘊」所攝。「無見」「有對性」。
      - 如「眼」，如是「耳」「鼻」「舌」「身」亦爾。此中差別者：謂
        1. 各行「自境緣」。
        2. 「自境識」之所依止。』[130]

  2. 耳：（如「眼」，如是「耳」「鼻」「舌」「身」亦爾。）
  3. 鼻：（如「眼」，如是「耳」「鼻」「舌」「身」亦爾。）
  4. 舌：（如「眼」，如是「耳」「鼻」「舌」「身」亦爾。）
  5. 身：（如「眼」，如是「耳」「鼻」「舌」「身」亦爾。）
  6. 色：
    - 《宗鏡錄》：『
      - 「色」有三十一：
        1. 「顯色」有十三：
          - 「青」「黃」「赤」「白」
          - 「光」「影」「明」「暗」「雲」「煙」「塵」「霧」
          - 「空一顯色」。

        2. 「形色」有十：「長」「短」「方」「圓」「麁」「細」「高」「下」「正」「不正」。
        3. 「表色」有八：「取」「捨」「屈」「伸」「行」「住」「坐」「臥」。

      - ......又除青黃赤白四色是「實」；長短二十七種皆是「假」，四實色上立故，以「相」形立故。』[131]

    - [132][133]

  7. 聲：
    - 《宗鏡錄》：『
      - 「聲」有十一種：
        1. 「『因「執」』『受「大種」聲』」：因者，假藉之義。即藉彼「第八識」執，受「四大」所發之聲，即「血脈流注聲」等是也。即「內四大」有情作聲，皆是「執」「受」故。
        2. 「『因「不執」』『受「大種」聲』」：「『外四大』聲」是。
        3. 「『因「執」』『受「不執受大種聲」』」：如「外四大種」親造彼聲。即手是「內四大種」親造果聲；「外四大種」但為助緣，共造一聲。
        4. 世所共成聲：世間「言教」「書籍」「陰陽」等，名「共成聲」。仁義禮智信等。
        5. 成所引聲：或「成所作智」所引言教，即「唯『如來』」。
        6. 可意聲：情所樂欲。
        7. 不可意聲：情不樂欲。
        8. 俱相違聲：非樂非不樂，名「俱相違聲」。
        9. 遍計所執聲：謂「外道」所立言教。
        10. 「『聖言量』所攝聲」。
        11. 「非『聖言量』所攝聲」。』[134]

    - [135]

  8. 香：
    - 《顯揚聖教論》：『
      - 謂「鼻所行境」。「鼻識」所緣。「四大」所造。「可嗅物」為體。「色蘊」所攝。「無見」「有對性」。
      - 此復「三種」：謂「好香」「惡香」及「俱非香」。
      - 彼復何？
        - 所謂「根莖」「皮葉」「花果」「煙末」等香。
        - 若「俱生」若「和合」若「變異」。是名為「香」。』[136]

  9. 味：
    - 《顯揚聖教論》：『
      - 謂「舌所行境」。「舌識」所緣。「四大」所造。「可嘗物」為體。「色蘊」所攝。「無見」「有對性」。
      - 此復「三種」：謂「甘」「不甘」及「俱相違」。
      - 彼復何？
        - 所謂「酥油」「沙糖」「石蜜」「熟果」等味。
        - 若「俱生」若「和合」若「變異」。是名為「味」。』[137]

  10. 觸/觸一分/所觸一分：
    - 《顯揚聖教論》：『
      - 謂「身所行境」。「身識」所緣。「四大」所造。「可觸物」為體。「色蘊」所攝。「無見」「有對性」。
      - 此復「三種」：謂「妙」「不妙」及「俱相違」。
      - 彼復何？
        - 所謂「澁滑」「輕重」「緩急」「軟冷」「飢渴飽悶」「強弱」「癢病老死」「疲息粘勇」。
        - 或緣「光澤」、或「不光澤」。或緣「堅實」、或「不堅實」。或緣「執縛」、或緣「增聚」。或緣「乖違」、或緣「和順」。
        - 若「俱生」若「和合」若「變異」。是名「觸一分」。』[138]

  11. 法處所攝色：
    - 《宗鏡錄》：『
      - 「法處色」有五：「極逈色」「極略色」「定自在所生色」「受所引色」「遍計所執色」。
      - 「『五根色』，以『能造』為體」；「『法處境』中，以『極逈』『極略』為體，遍計所執」。
      - 「受所引色」等四色，非是造色，無體性故，是假非實。』[131]

    - 《顯揚聖教論》：『
      - 謂「一切時，意所行境」。「色蘊」所攝。「無見」「無對」。
      - 此復「三種」：
        1. 律儀色：謂「防護『身語業』」者，由彼「增上『造作』心心法」故，依彼「『不』現行法」建立色性。
        2. 不律儀色：謂「『不』防護『身語業』」者，由彼「增上『造作』心心法」故，依彼「現行法」建立色性。
        3. 三摩地所行境色：謂由「下中上『三摩地』俱轉，相應『心』『心法』」故，起「『彼「所緣影像」色性』及『彼「所作成就」色性』」。

        - 是名「法處」。』[139]

## 四、心不相應行法(24)
- 《宗鏡錄》：『
  - 【不相應行】者：
    - 「相應」者，「和順」義。

    1. 如【心王】【心所】「『得』等」非能緣故，不與【心】【心所】相應。名「不相應」。
    2. 又「『得』等」非質礙義，不與【色】相應。
    3. 又有生滅，不與【無為】相應。

    - 為「揀『四位』」法。
    - 故名【不相應】。』[140]
- 《宗鏡錄》：『
  - 此【不相應行】，雖不與【心王】【心所】【色法】【無為】等四位相應，然皆是心之「分位」，亦不離「心變」及出唯識真性，約一期行相分別故爾。』[141]

- 【心不相應行法】有二十四種：[142][143]
  1. 得：
    - 《顯揚聖教論》：『
      - 此復三種。

      1. 「諸行種子所攝相續『差別性』」。
      2. 「自在生起相續『差別性』」。
      3. 「自相生起相續『差別性』」。』[144]

  2. 命根：
    - 《顯揚聖教論》：『
      - 謂「『先業』所引異熟『六處』住時」「決定性」。』[145]

  3. 眾同分：
    - 《顯揚聖教論》：『
      - 謂諸有情「互相似性」。』[146]

  4. 異生性：
    - 《顯揚聖教論》：『
      - 此有二種。

      1. 愚夫異生性者：謂無始世來，有情身中「愚夫之性」。
      2. 無聞異生性者：謂如來法外，「諸邪道性」。』[146]

  5. 無想定：
    - 《顯揚聖教論》：『
      - 謂已離「遍淨欲」、未離「上地欲」。觀「『「想」：「如病」「如癰」「如箭」』；唯『無想天』寂靜微妙」。由「於『無想天』起」，出離『想』；「作意」前「方便」故。
      - 「不恒現行心心法滅性」。』[147]

  6. 滅盡定：
    - 《顯揚聖教論》：『
      - 謂已離「無所有處」，欲「或入『非想非非想處定』或『復上進』、或入『無想定』或『復上進』」；由「起『暫息』想」，「作意」前「方便」故，止息所緣。
      - 「『「『不恒』現行」諸心心法』及『「『恒行』一分」諸心心法』滅性」。』[148]

  7. 無想天：
    - 《顯揚聖教論》：『
      - 謂先於此間得「無想定」，由此後生「無想有情天處」。
      - 「不恒現行諸心心法滅性」。』[149]

  8. 名身：
    - 《顯揚聖教論》：『
      - 謂「詮」諸行等「法自體」，想號「假立性」。』[150]

  9. 句身：
    - 《顯揚聖教論》：『
      - 謂「聚集諸名」顯「染淨義」，言說「所依性」。』[151]

  10. 文身：
    - 《顯揚聖教論》：『
      - 謂前二「所依字性」。』[152]

  11. 生：
    - 《宗鏡錄》：『
      - 謂於「眾同分」，「諸行本無『今有』性」。假立為「生」。』[153]

  12. 老：
    - 《宗鏡錄》：『
      - 謂於「眾同分」，「諸行相續『變異』性」。假立為「異」，亦名為「老」。』[154]

  13. 住：
    - 《宗鏡錄》：『
      - 謂於「眾同分」，「諸行相續『不變壞』性」。假立為「住」。』[155]

  14. 無常：
    - 《宗鏡錄》：『
      - 謂於「眾同分」，「諸行『自相生』『後滅壞』性」。假立「無常相」。』[156]

  15. 流轉：
    - 《宗鏡錄》：『
      - 謂「於因果『相續不斷』」。假立「流轉」。』

  16. 定異：
    - 《宗鏡錄》：『
      - 謂「於因果『種種差別』」。假立「定異」。』

  17. 相應：
    - 《宗鏡錄》：『
      - 謂「諸行因果『相稱性』」。』

  18. 勢速：
    - 《宗鏡錄》：『
      - 謂「諸行流轉『迅疾性』」。』

  19. 次第：
    - 《宗鏡錄》：『
      - 謂「諸行一一次第『流轉性』」。』

  20. 時：
    - 《宗鏡錄》：『
      - 謂「諸行展轉『新新生滅性』」。』

  21. 方：
    - 《宗鏡錄》：『
      - 謂「諸色行遍『分劑性』」。』

  22. 數：
    - 《宗鏡錄》：『
      - 謂「諸行等『各別相續』，體相『流轉性』」。』

  23. 和合：
    - 《宗鏡錄》：『
      - 謂「諸行『緣會性』」。』

  24. 不和合：
    - 《宗鏡錄》：『
      - 謂「諸行『緣乖性』」。』

## 五、無為法(6)
- 【無為法】有六種：
  1. 虛空無為
  2. 擇滅無為
  3. 非擇滅無為
  4. 不動滅無為
  5. 想受滅無為
  6. 真如無為